# Fórmula 2 Australiana

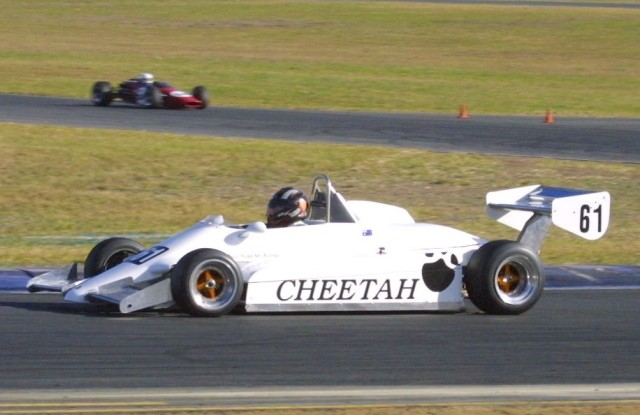
Coche de Fómula 2

La Fórmula 2 Australiana, a veces abreviada como AF2 o ANF2, es una categoría de carreras de monoplazas sin techo en Australia. Es una de las categorías más antiguas del país, remontándose a 1964. En su formato actual, fue introducida en 1978. Brian Shead de Cheetah Racing Cars y Garrie Cooper de  Elfin Racing Cars fueron en gran parte responsables del desarrollo del formato, que fue diseñado para que se adapte a las necesidades de los conductores australianos, la mayoría de los cuales carecía de patrocinio y debía asumir los costos del coche y el equipo de su propio bolsillos. 
La clase fue una amalgama de las categorías anteriores de Australian Formula 2 y Australian Formula 3, utilizando los mismos vehículos o desarrollados recientemente, pero propulsados por motores de 2 válvulas por cilindro de una sola leva, con una cilindrada entre 1100 cc. y 1600 cc. Los motores populares en los comienzos incluían el Toyota 2T, el Ford Kent y el Holden Gemini. Posteriormente el motor Volkswagen Golf se convirtió en el motor elegido por su bajo peso y mayor nivel de potencia. Inicialmente, el nuevo formato tuvo un gran éxito, atrayendo a las cuadrículas más grandes vistas en las carreras de fórmulas australianas durante años. En este periodo, la fabricación de automóviles para la fórmula floreció en Australia. No era raro ver autos diseñados y construidos por la misma persona que los conducía.
Durante un período breve en el que la Formula 5000 estaba en su agonía final, AF2  posiblemente fue la mejor clase de autos de carrera de Australia, aunque nunca lo fue oficialmente. Tuvo un campeonato nacional, así como varias series estatales. AF2 fue reemplazada como la categoría de carreras australiana número uno con la introducción de la categoría Formula Pacific un poco más rápida, pero mucho más costosa. A lo largo de la década de 1980, AF2 siguió siendo una categoría extremadamente popular y competitiva, y el Campeonato Australiano de Pilotos fue disputado con autos de Formula 2 tanto en 1987 como en 1988. 
En 1999, CAMS introdujo motores internacionales de Formula 3 de 2 litros en AF2. La clase de 1600 cc estaba destinada a convertirse en el segundo nivel de la fórmula y luego ser discontinudad. A pesar de esto, el AF2 de 1600 cc siguió siendo una categoría popular, tal vez porque era una fórmula mucho más barata que la Formula 3 y la Formula 4000
Desde entonces, la popularidad de AF2 ha disminuido lentamente y la serie se ha contraído de ser una serie nacional, a una que se disputa en Nueva Gales del Sur, aunque hay planes en marcha para incorporar también a Victoria. 

## Cronología del reglamento
- 1964-1968: 1100 cc de capacidad máxima (basada en autos de producción) y 1000 cc (diseño libre)
- 1969-1970: 1600 cc de capacidad máxima
- 1971-1977: 1600 cc de capacidad máxima, dos válvulas por cilindro
- 1978-1988: 1600 cc de capacidad máxima, basada en autos de producción, árbol de levas único
- 1989-2002: 1600 cc de capacidad máxima, basada en autos de producción, árbol de levas simple y 2000 cc (motores FIA Formula Three)
- 2003 – fecha: 1600 cc de capacidad máxima, basada en autos de producción, árbol de levas único

La categoría australiana de Fórmula 2 fue establecida por la Confederación de Deportes de Motor de Australia (CAMS) en 1964 como el tercer nivel de carreras de motor de un solo asiento en Australia, debajo de la Fórmula Nacional Australiana y la Fórmula Australiana de 1½ Litro y por encima de la Fórmula 3 Australiana. Era una fórmula de dos partes que consistía en (a) autos que usaban motores basados en producción de hasta 1100cc de capacidad (la clase Fórmula Junior descontinuada de 1963) y (b) autos que usaban motores de cuatro cilindros de diseño libre de hasta 1000cc de capacidad (la corriente actual FIA Clase Fórmula Dos ). En 1964 se instituyó una sola carrera del Campeonato Australiano de Fórmula 2 sin embargo, el título se suspendió después de dos años.
La capacidad del motor se elevó a 1600cc en 1969, AF2 reemplazó así a la fórmula australiana descontinuada de 1½ litros como la categoría de monoplaza de segundo nivel del país. Desde el mismo año, los autos AF2 podían ser elegidos para competir junto con los autos de Fórmula Nacional Australiana de 2½ litros en el Campeonato Australiano de Conductores.  El Campeonato Australiano de Fórmula 2 fue  reintroducido  en 1969, cuando se disputó simultáneamente con la ronda final del Campeonato Australiano de Pilotos de 1969. Se convirtió de nuevo en un título de carrera individual en 1970.
Para 1971, los motores con más de dos válvulas por cilindro fueron prohibidos, al igual que los de menos de 1100 cc de capacidad. En el mismo año, el Campeonato Australiano de Fórmula 2 fue disputado por primera vez en una serie de carreras con todas las rondas concurrentes con las del Campeonato Australiano de Pilotos de 1971. El campeonato de 1974, que contó con el patrocinio significativo de Van Heusen Shirt Company, se desarrolló como una serie totalmente independiente.
El estado en declive de la categoría hizo que el campeonato de 1977 se redujera a una sola carrera y se anunciaron nuevas regulaciones que entrarán en vigencia en 1978. Los motores debían limitarse a unidades de producción de 1600 cc con accionamiento de válvula mediante árbol de levas o varillas de empuje. No hubo un campeonato nacional para el nuevo AF2 en este primer año, pero se reintrodujo una serie de campeonato para 1979.
Las regulaciones de AF2 se enmendaron para 1987 para eliminar las ayudas aerodinámicas debajo de la carrocería, lo que alineó la fórmula con la Formula Europea. El declive de la principal categoría de ruedas abiertas de Australia, la Fórmula Mondial, vio el Campeonato Australiano de Pilotos pasar de esa categoría a AF2 en el mismo año, con el título otorgado al ganador de la Copa Australia, una carrera de AF2 celebrada en apoyo de 1987 Gran Premio de Australia en el circuito de la calle Adelaida . El Campeonato Australiano de Fórmula 2 continuó y para 1988 el Campeonato Australiano de Pilotos fue otorgado al ganador de la serie del Campeonato Australiano de Fórmula 2. El título AF2C de 1988 sería el último otorgado por CAMS y el Campeonato Australiano de Pilotos se determinaría en una serie de carreras para la nueva categoría de Fórmula Holden para 1989.
En un esfuerzo por aumentar los campos, se incorporó una clase adicional para automóviles que usan motores FIA Fórmula 3 de 2 litros en AF2 para 1999 junto con la clase existente 1600cc FIA Fórmula Tres fue adoptada oficialmente en Australia como una categoría separada el año siguiente pero los autos de 2 litros seguían siendo elegibles para competir en AF2 hasta 2002. AF2 volvió a una fórmula de 1600cc de clase única nuevamente para 2003.

## Motor
En la forma actual de AF2, el motor debe basarse en uno de un vehículo producido en masa. Los motores populares incluyen el Toyota 2T, el Ford Cross Kent, y Holden Gemini, pero el más común es el Volkswagen Golf. Este último siendo popular por su bajo peso y mayor nivel de potencia. Los motores de AF2 deben usar carburadores para la inducción de combustible, siendo la mayoría de estos de la marca Weber. Los motores de AF2 están limitados a 8500 rpm, aunque en el pasado antes de la introducción de los limitadores de revoluciones, las revoluciones hasta 10.000 rpm no eran infrecuentes. Los motores AF2 suelen producir del orden de 180 a 200 caballos de fuerza (150 kW). 

## Chasis
La mayoría de los automóviles AF2 producidos a fines de los años setenta y ochenta están hechos de un monocasco de aluminio, al igual que los autos de Fórmula 1 de la época. Tales autos a menudo pesan menos de 400 kilogramos (881,8 lb) y el peso de carrera permitido, incluido el conductor, es de 510 kilogramos (1124,4 lb)   . Los autos más nuevos, como los fabricados por Reynard y Dallara durante la década de 1990, están hechos de fibra de carbono y en realidad son más pesados que los de aluminio, aunque también son más aerodinámicos. Los autos más nuevos tienen un de peso de carrera de 530 kg, lo que ayuda a igualar su rendimiento con los autos más antiguos. Los autos AF2 tienen alas delanteras y traseras prominentes. Las ruedas son de 13 pulgadas (33,0 cm) de diámetro, con las ruedas delanteras típicamente 9 pulgadas (22,9 cm) de ancho y traseras típicamente de 11 pulgadas (27,9 cm) de ancho. Los vehículos están configurados como coches de ruedas abiertas y están calzados con slicks radiales de control Dunlop.

## Transmisión
Como la mayoría de los vehículos de fórmula, la transmisión se encuentra en la parte trasera del automóvil, situada detrás del motor y del conductor. La transmisión más común en los autos monocasco de aluminio, es la transmisión Hewland Mk9 de 5 velocidades, pero también se utilizan la transmisión Hewland Mk8 y FT200. Holinger Engineering fabricó otra transmisión popular utilizada en automóviles monocasco, principalmente en coches Cheetah Racing. Al igual que el hewland Mk8 y Mk9, también se basa en la transmisión de Volkswagen. 

## Rendimiento
Los niveles de potencia que se aproximan a 200 caballos de fuerza (150 kW) que, combinados con un peso de entre 510 y 530 kg, proporcionan una relación peso-potencia similar a un Supercar V8. Esto permite que los autos de AF2 aceleren rápidamente fuera de las curvas y desarrollen velocidades máximas razonables. El tiempo aproximado en el que un AF2 puede acelerar de  0 a 160km/h es de 5 segundos. Debido a que son autos muy bajos y livianos, que además utilizan neumáticos slick y alerones delanteros y traseros, estos son capaces de generar fuerzas G muy altas al frenar y girar. 

## Regulaciones actuales - Australian Formula 2 Club Inc.
El motor debe basarse en el de un vehículo de producción en masa, con una capacidad de entre 1100 cc y 1600 cc, un solo árbol de levas que no opere más de 2 válvulas por cilindro y  carburadores para la inducción de combustible. Se debe instalar un limitador de revoluciones, para limitar las RPM máximas del motos a 8500.
La carrocería debe tener una configuración de "rueda abierta" y existen limitaciones tanto en la posición como en el tamaño de las aletas delanteras y traseras. El automóvil debe tener un piso plano entre las ruedas delanteras y traseras. Además, el peso mínimo del automóvil y el conductor combinados (peso de carrera) debe estar entre los 510 kg y 530 kg, dependiendo de la edad del automóvil.
La clase utiliza un "neumático de control" fabricado por Dunlop, para garantizar una competencia pareja y una buena vida útil del neumático.
| Temporada | Conductor       | Coche                                            |
| --------- | --------------- | ------------------------------------------------ |
| 1964      | Greg Cusack     | Elfin FJ Ford Cosworth                           |
| 1965      | Greg Cusack     | Repco Brabham Cosworth                           |
| 1966-1968 | No campeonato   | No campeonato                                    |
| 1969      | Max Stewart     | Mildren Waggott                                  |
| 1970      | Max Stewart     | Mildren Waggott                                  |
| 1971      | Henk Woelders   | Elfin 600C Waggott                               |
| 1972      | Larry Perkins   | Elfin 600B Ford                                  |
| 1973      | Leo Geoghegan   | Birrana 272 y 273 Ford                           |
| 1974      | Leo Geoghegan   | Birrana 274 Ford                                 |
| 1975      | Geoff Brabham   | Birrana 274 Ford                                 |
| 1976      | Graeme Crawford | Birrana 273 Ford                                 |
| 1977      | Peter Larner    | Elfin 700 Ford                                   |
| 1978      | No campeonato   | No campeonato                                    |
| 1979      | Brian Shead     | Cheetah Mk6 Toyota                               |
| 1980      | Richard Davison | Hardman JH1 Ford                                 |
| 1981      | John Smith      | Ralt RT1 Ford                                    |
| 1982      | Lucio Cesario   | Ralt RT3 Volkswagen                              |
| 1983      | Ian Richards    | Richards 201 Volkswagen                          |
| 1984      | Peter Glover    | Cheetah Mk7 Volkswagen                           |
| 1985      | Peter Glover    | Cheetah Mk8 Volkswagen                           |
| 1986      | Jonathan Crooke | Cheetah Mk8 Volkswagen                           |
| 1987      | Arthur Abrahams | Cheetah Mk8 Volkswagen                           |
| 1988      | Rohan Onslow    | Cheetah Mk8 Volkswagen Ralt RT30 / 85 Volkswagen |

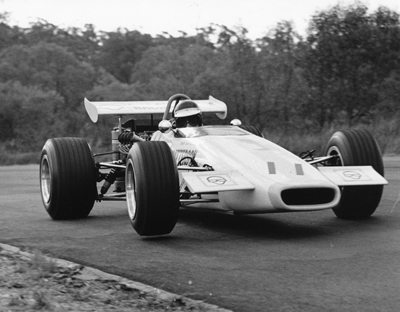
Ganador del campeonato de 1971 Henk Woelders (Elfin 600 Waggott)

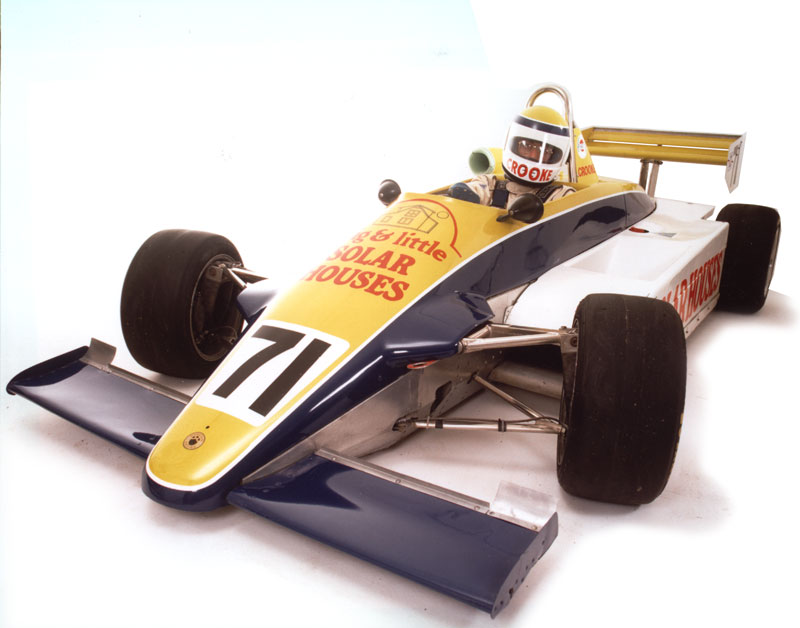
Ganador del campeonato de 1986 Jonathan Crooke (Cheetah Mk.8 Volkswagen)

El reconocimiento CAMS del Campeonato Australiano de Fórmula 2 no se extendió más allá de 1988.
| Temporada | Conductor                                         | Coche                         |
| --------- | ------------------------------------------------- | ----------------------------- |
| 1989      | Kevin Weeks                                       | Ralt RT32-Volkswagen          |
| 1990-1995 | no hay información disponible                     | no hay información disponible |
| 1996      | Bronte Rundle                                     | Reynard -Volkswagen           |
| 1997      | Wayne Ford                                        | Ralt-Volkswagen               |
| 1998      | David Bruce                                       | Reynard-Volkswagen            |
| 1999      | Rod Anderson                                      | Reynard-Volkswagen            |
| 2000      | Tom Brickley                                      | Kaditcha-Volkswagen           |
| 2001      | Ian Black                                         | Reynard-Volkswagen            |
| 2002      | Ted Dunford ( Campeonato de Nueva Gales del Sur ) | Reynard-Volkswagen            |
| 2002      | Troy Chaplin ( Campeonato de Queensland )         | Ralt RT34 Volkswagen          |
| 2003      | Ted Dunford                                       | Reynard-Volkswagen            |
| 2004      | Kevin Lewis                                       | Cheetah-Volkswagen            |
| 2005      | Greg Hunter                                       | Reynard-Volkswagen            |
| 2006      | Kevin Lewis                                       | Cheetah-Volkswagen            |
| 2007      | Edward Gavin                                      | Cheetah-Volkswagen            |
| 2008      | Greg Muddle                                       | Ralt RT30-Volkswagen          |
| 2009      | Greg Muddle                                       | Ralt RT30-Volkswagen          |

## Récord australiano de Fórmula 2
| Pista                                          | Distancia | Conductor                         | Automovilístico                | Fecha                    | Tiempo     |
| ---------------------------------------------- | --------- | --------------------------------- | ------------------------------ | ------------------------ | ---------- |
| Adelaide Internacional Raceway, Circuito Largo | 2.41 km   | Peter Glover                      | Cheetah                        |                          | 52.5s      |
| Calder Parque Raceway, Circuito Nacional       | 2.28 km   | D. Bruce                          | Reynard 893-Volkswagen         | 19 de mayo de 1996       | 57.9272s   |
| Calder Parque Raceway, Circuito de Club        |           | Lucio Cesario                     | Ralt RT3-Volkswagen            |                          | 42.0200s   |
| Mallala Motorsport Parque                      | 2.20 km   | Barry Ward                        | Reynard 893-Volkswagen         |                          | 1m07.3s    |
| Morgan Parque Raceway                          | 2.1 km    | Barclay Holden                    | Furgoneta Dieman F2            | 1 Marcha 2008            | 1m01.4639  |
| Parque de Oran Raceway, Circuito Del sur       | 1.96 km   | Arthur Abrahams                   | Reynard 933                    | 18 de julio de 1993      | 0:39.9000  |
| Sandown Raceway                                | 3.1 km    | Barry Ward                        | Reynard-Volkswagen             | 19 de mayo de 1991       | 1m:14.47   |
| Winton Motor Raceway, Circuito Nacional        | 3.0 km    | Paul Stephenson                   | Dallara-Volkswagen             | Junio de 1999            | 1m23.8310s |
| Symmons Llanuras Raceway                       | 2.4 km    | Jonathan Crooke                   | Cheetah Mk8 - Judd Golf VW     | 9 Marcha 1996            | 54.73s     |
| Baskerville Raceway                            | 2.01 km   | Jonathan Crooke                   | Cheetah Mk8 - Judd Golf VW     | 16 Marcha 1986           | 50.24s     |
| Paraíso de surfistas Internacional Raceway     | 3.2 km    | Jonathan Crooke                   | Cheetah Mk8 - Judd Golf VW     | 18 de mayo de 1986       | 1m07.3s    |
| Parque de Oran                                 | 2.62 km   | Jonathan Crooke                   | Cheetah Mk8 - Judd Golf VW     | 8 de junio de 1986       | 1m05.8s    |
| Lakeside Internacional Raceway                 | 2.4 km    | Jonathan Crooke / Arthur Abrahams | Cheetah Mk8 - Judd Golf VW     | 15 de junio de 1986      | 50.6s      |
| Sandown Raceway                                | 3.9 km    | Arthur Abrahams                   | Cheetah Mk8 - Golf VW          | 14 de septiembre de 1986 | 1m40.2s    |
| Amaroo Parque                                  | 1.946 km  | Arthur Abrahams                   | Cheetah Mk8 - Golf VW          | 21 de junio de 1987      | 46.52s     |
| Winton Motor Raceway, Circuito Corto           | 2.03 km   | Arthur Abrahams                   | Ransberg Cheetah Mk8 - Golf VW | Diciembre de 1988        | 56.9600s   |
| Riachuelo oriental Raceway                     | 3.93 km   | Arthur Abrahams                   | Ransberg Cheetah - Golf VW     | 25 de agosto de 1991     | 1m29.3500s |
| Wakefield Parque                               | 2.2 km    | Craig Smith                       | Cheetah Mk8 - Golf VW          | 16 de septiembre de 2001 | 59.0361s   |
| Phillip Isla Magnífico Prix Circuito           | 4.445 km  | Chas Jacobsen                     |                                | 28 de julio de 1999      | 1m33.4389s |

## Lista de fabricantes que compitieron en Fórmula 2 Australiana

### Fabricantes australianos
Arbyen, Argus, ASP, Avanti, B.A.E, Birrana, Bowin, CBS, Cheetah, Crabtree, CRD, Elfin, Fielding, Hardman, HTG, Kaditcha, Liston, Macon, Mantis, Mildren, PBS, Rennmax, Richards, SAM, Sirch, Wren.

### Fabricantes internacionales
Brabham, Chevron, Dallara, Lola, Lotus, Magnum, March, McLaren, Ralt, Reynard, Tiga, Van Diemen.